# Ann Arbor
Ann Arbor er en amerikansk by i delstaten Michigan i USA. Det er den største by og administrativt centrum i det amerikanske county Washtenaw County. Byen har et indbyggertal på 123.851 (2020) indbyggere.

## Ekstern henvisning
- Officiel hjemmeside